# Медзна (гмина)
Медзна (пол. Miedzna) — сельская гмина (волость) в Польше, входит как административная единица в Венгрувский повет, Мазовецкое воеводство. Население — 4158 человек (на 2004 год).

## Демография
| Перепись                       | Всего   | Всего | Женщины | Женщины | Мужчины | Мужчины |
| ------------------------------ | ------- | ----- | ------- | ------- | ------- | ------- |
| Единицы                        | человек | %     | человек | %       | человек | %       |
| Население                      | 4158    | 100   | 2066    | 49,7    | 2092    | 50,3    |
| Плотность населения (чел./км²) | 35,9    | 35,9  | 17,8    | 17,8    | 18,1    | 18,1    |

## Сельские округа
1. Медзна
2. Мендзылесь
3. Ожешувка
4. Пошевка
5. Ростки
6. Тхужова
7. Угощ
8. Вархолы
9. Воля-Ожешовска
10. Вротнув
11. Вжоски
12. Зузулка
13. Железники

## Соседние гмины
1. Гмина Косув-Ляцки
2. Гмина Лив
3. Гмина Соколув-Подляски
4. Гмина Сточек
5. Венгрув